# Силоамская надпись

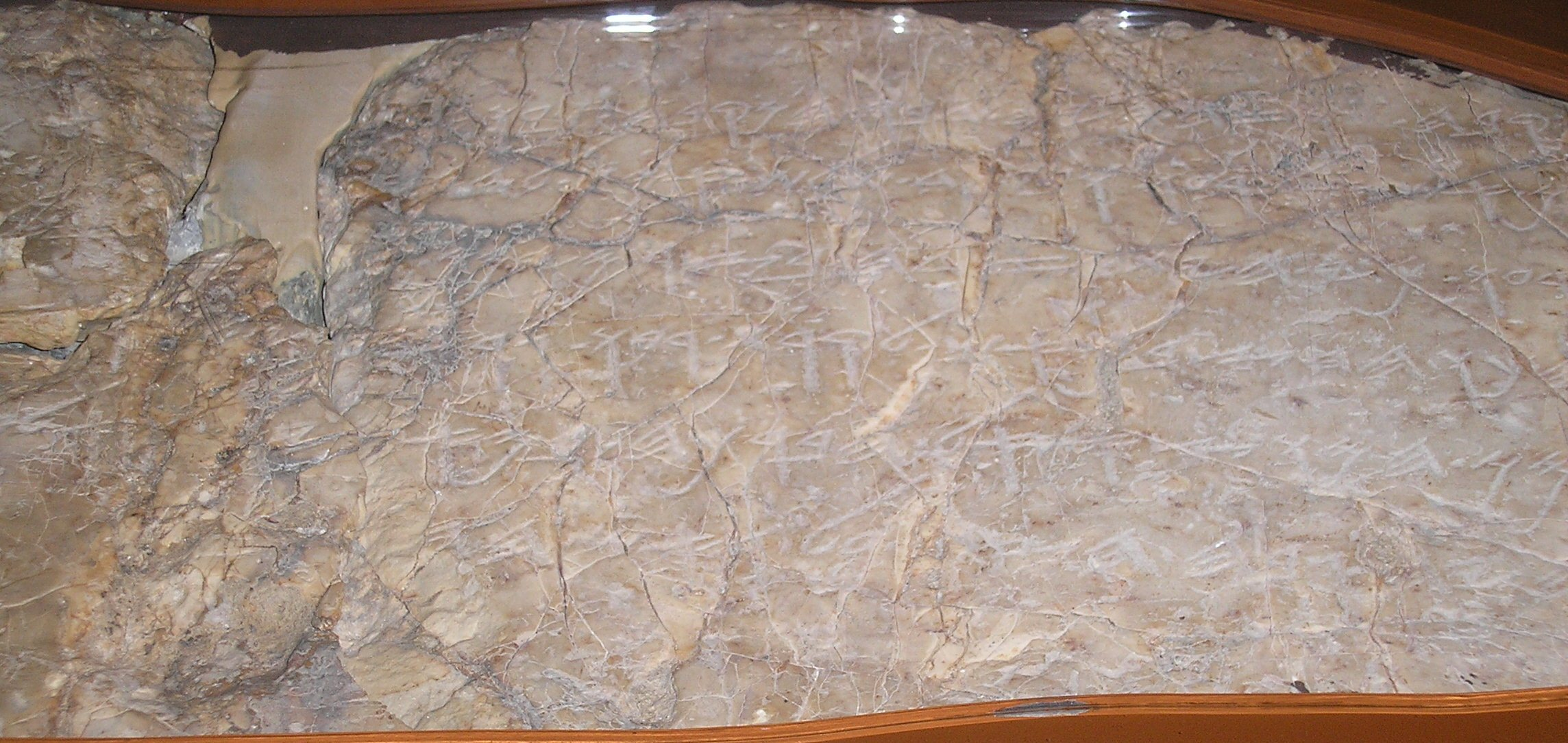
Фотография надписи.

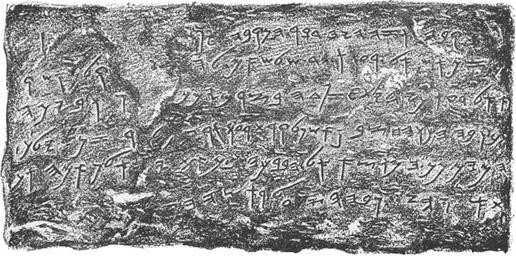
Транскрипция.

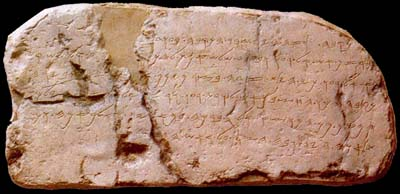
Силоамская надпись — Музей Древнего Востока в Стамбуле.

Силоамская надпись — фрагмент текста, обнаруженного в туннеле, пробитом в скале при иудейском царе Езекии (Хизкийяху). Данный тоннель подаёт воду из источника Гион (ивр. Гихон) в Силоамский водоём (водоём Шилоах) в пределах Восточного Иерусалима. Туннель был обнаружен в 1838 году Эдвардом Робинсоном. Сегодня туннель входит в комплекс археологического парка «Город Давида». Надпись повествует о строительстве туннеля в VIII веке до н. э. и считается одной из древнейших сохранившихся надписей на древнееврейском языке, выполненных палеоеврейским алфавитом. Камень с надписью имеет размеры 1,32 метра ширина и 0,21 метра высота. Сейчас он находится в Музее Древнего Востока в Стамбуле.

## История находки
Несмотря на тщательные исследования туннеля Езекии в XIX веке такими известными археологами, как доктор Эдвард Робинсон, Чарльз Уилсон и Чарльз Уоррен, все они пропустили данную надпись. Возможно, из-за того, что она была покрыта минеральными отложениями и едва заметна.
В 1880 году Силоамскую надпись в туннеле обнаружили дети на расстоянии около 6 метров от Силоамского водоёма на камне в восточной стене туннеля. Надпись была тайно вырублена из стены туннеля в 1891 и разбита на куски, которые позже удалось собрать благодаря деятельности Британского консула в Иерусалиме и поместить в Музей Древнего Востока в Стамбуле.

## История туннеля
Древний город Иерусалим расположен на горе и имеет естественную защиту почти со всех сторон. Тем не менее, есть также серьёзный недостаток в том, что основной источник свежей воды (Гихон) выходит на склоне горы со стороны долины Кедрон. Для того, чтобы стены города эффективно его защищали, источник Гихон должен оставаться вне цитадели, а значит в случае осады город остаётся без воды.
До создания Силоамского туннеля уже существовал другой туннель от источника Гион к Силоамскому водоёму, обнаруженный в 1899 году. Израильский археолог Рони Райх датировал постройку тоннеля XIX веком до н. э. Фактически тоннель представлял собой длинную траншею глубиной 6 метров, которая после постройки была покрыта сверху большими каменными плитами и засыпана землёй. Хотя траншея была довольно узкой, один человек вполне мог пройти по ней. Кроме основного выхода к Силоамскому водоёму имелись несколько ответвлений, которые питали сады на склоне со стороны Кедрона.

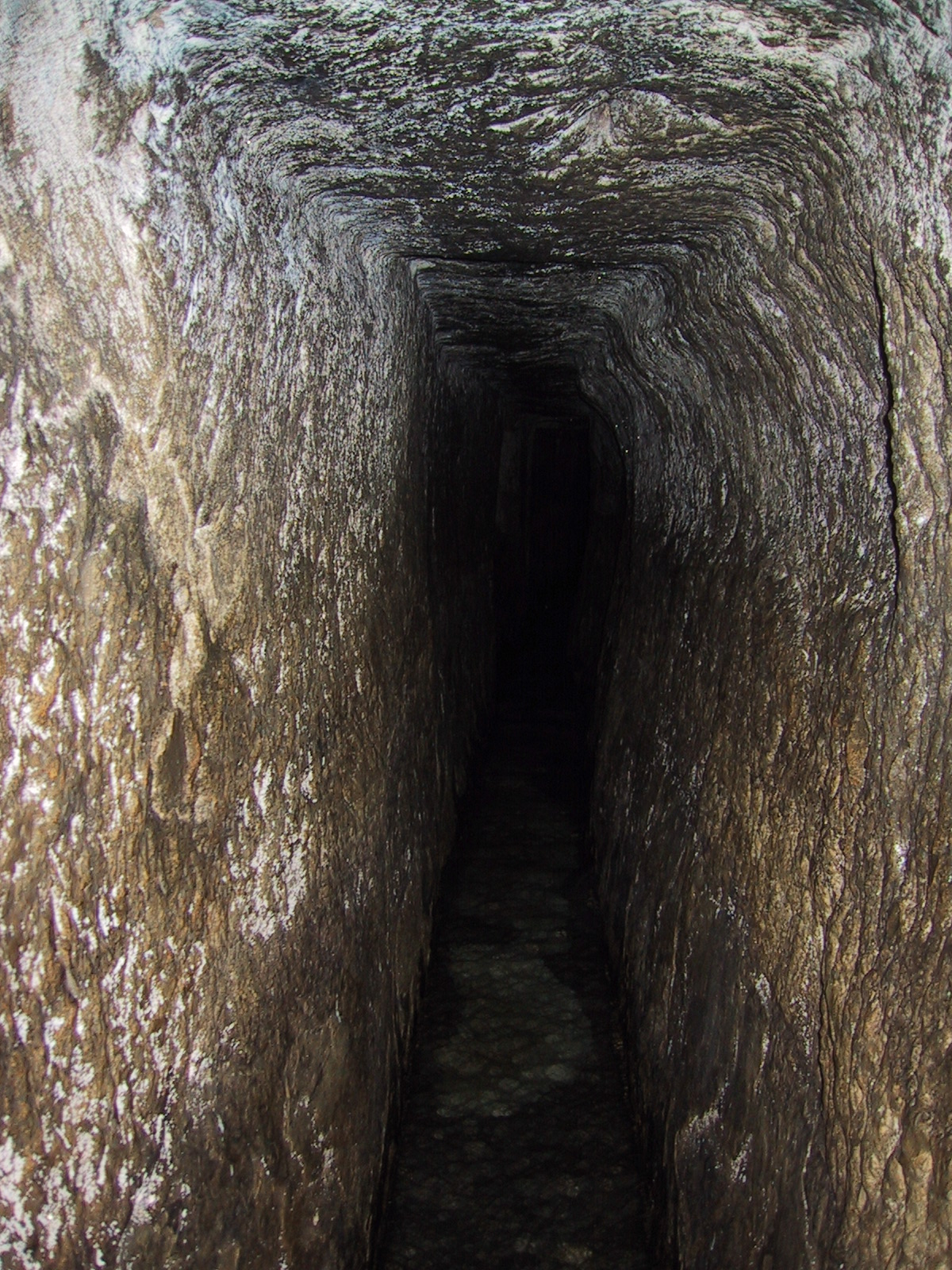
Туннель Езекии или Силоамский туннель

В правление царя Езекии (715—687 гг. до н. э.) над Иерусалимом нависла угроза нападения ассирийской армии, что могло привести к долговременной осаде. К тому времени старый водопровод был заброшен, и царь повелел прорубить новый, который и стал потом называться «туннель Силоам». В самой надписи повествуется о том, как проводились работы по сооружению туннеля. Согласно тексту, работа выполнялась с двух сторон одновременно, и каменотесы встретились в середине. Однако две проходки соединяются не прямо, а под углом вправо. Археологи XXI века полагают, что каменотесы определяли направление туннеля по звуку работ на другой стороне, это подтверждается и текстом надписи. В последней строке сообщается, что высота скалы над головами рабочих составляла 100 локтей (50 метров), из чего видно, что инженеры достаточно точно знали глубину прохождения туннеля на разных его участках.
Библия сообщает по поводу туннеля следующее:
Царь Езекия «сделал пруд и водопровод и провёл воду в город» (4Цар. 20:20).
"Когда Езекия увидел, что пришёл Сеннахирим с намерением воевать против Иерусалима, тогда решил с князьями своими и с военными людьми своими засыпать источники воды, которые вне города, и те помогли ему. И собралось множество народа, и засыпали все источники и поток, протекавший по стране, говоря: да не найдут цари Ассирийские, придя [сюда], много воды. (2Пар. 32:2-4).
«Он же, Езекия, запер верхний проток вод Геона и провёл их вниз к западной стороне города Давидова.» (2Пар. 32:30).

## Транслитерация и перевод
В исходном состоянии надпись была практически нечитаемой из-за многовековых отложений. Профессор Сэйс первым смог предложить предварительное чтение текста. Позже поверхность камня была обработана кислым раствором, и прочтение надписи стало гораздо точнее.
Текст выполнен палеоеврейским алфавитом. Форма букв довольно стандартная, однако имеет характерный «курсивный» или рукописный стиль, который очень напоминает шрифт Лахисских посланий, Храмового остракона и других письменных источников того времени. Возможно, текст был прежде намечен краской, а потом уже по этим линиям процарапаны канавки в камне.
Надпись содержит 6 уцелевших строк, над которыми раньше могла быть ещё одна строка. Последняя строка проходит не во всю длину, что отличается от стиля древних монументальных надписей, где текст старались закомпоновать так, чтобы было использовано всё имеющееся пространство.
Транслитерация сделана современным «квадратным» еврейским шрифтом. Разрушенные фрагменты текста и огласовка слов реконструированыДэвидом Стайнбергом. Дагеш (точка в середине буквы) используется в данной огласовке только как индикатор удвоения согласной, так как фонемы בגדכפ״ת‎ в этот период произносились лишь смычным способом, то есть б, г, д, к, п, т. Сопряжённое произношение слов передаётся знаком «маккеф» (־‎). Сохранившиеся части текста в транслитерации выделены жирным шрифтом. Перевод сделан по возможности близко к оригиналу. Реконструированные части в переводе оформлены квадратными скобками. Слова, добавленные для прояснения смысла, стоят в круглых скобках.
|   | Транслитерация «квадратным» шрифтом              | Дословный перевод |
| - | ------------------------------------------------ | --- |
| 1 | תַמָּה הַנַּקַבָה וַזֶה הַיָה דַבַר־הִנַּקִבָהּ בִעַוְד הַחֹצִבִם מֵנִפִם אַת‎   | [Закончен] туннель. И так была история пробития его. Когда ещё [каменоломы ударяли]                                          |
| 2 | הַגַּרְזִן אִש אִל־רֶעֶו וַבִעַוְד שַׁלֹשׁ אַמֹּת לַהַנַּקִב נַשְׁמַע קֹל־אִשׁ קֹ‎ | киркой, каждый навстречу товарищу своему, и когда ещё (оставалось) три локтя про[бить, слыш]ен (стал) голос одного, воскли-. |
| 3 | רֵא אִל־רֶעֶו כִי הַיַתָ זִדָּה בַצֻּר מִיַּמִן וַעַד־הַשַּׂמְאֹל וַבִיֹם הִ‎   | [цаю]щего к товарищу своему, ибо образовалась пробоина (или трещина) в скале (идущая) справа [и налево.] И в день про-       |
| 4 | נַּקִבָהּ הִכּוּ הַחֹצִבִם אִש לַקְרֹת־רֶעֶו גַרְזִן עַל־גַרְזִן וַיֵּלִכוּ‎    | бития его (туннеля) ударили каменоломы, каждый навстречу товарищу своему, кирка к [ки]рке. И пошли                           |
| 5 | הַמַּים מִן־הַמַּוְצָא אִל־הַבַּרִכָה בִמִאַתַים וַאַלְףְ אַמָּה וַמִאַ‎       | воды от источника к водоёму двест[и и] тысяча (1200) локтей. И с[т]о                                                         |
| 6 | ת אַמָּה הַיָה גֻבְהְ־הַצֻּר עַל־רֹאשׁ־הַחֹצִבִם‎                   | локтей была высота скалы над головами каменолом[ов].                                                                         |

Для орфографии надписи характерно т. н. неполное написание слов. Напр. слово «голос» пишется קֹל‎. Матери чтения встречаются лишь на конце слов. Стяжение дифтонга aw в о ещё не произошло: см. בִעַוְד‎ в строках 1 и 2, а также הַמַּוְצָא‎ в строке 5, хотя слово «день» записывается без «вав» (וַבִיֹם‎ в строке 3). Гласные на конце слов передаются буквами һэ и вав (мн. число глаголов).
Слово אִשׁ‎ регулярно записывается в надписи без матери чтения йод в середине. Такая орфография характерна для более раннего периода (Стела Меша, древние финикийские надписи). Но уже через 1-1,5 столетия в остраконе III из Лахиса на лицевой стороне, строки 9-10, находим слово איש‎ с буквой йод.
Окончание множ. числа муж. рода, произносившееся -им, записывается одной лишь буквой мем: הַחֹצִבִם‎ в стр. 4. Двойственное число (בִמִאַתַים‎ в стр. 5) и слово «вода» (הַמַּים‎) содержат йод перед финальной мем, потому что читалось это окончание -айм. Окончание множ. числа жен. рода записывается одной лишь буквой тав: см. אַמֹּת‎ в строке 2.
Местоименный суффикс 3 лица муж. рода ед. числа уже не передаётся буквой һэ, что было характерно для более древних текстов, но буквой вав, которая произносится как согласная w. Впрочем, этот суффикс мы находим в надписи лишь у одного слова: רעו‎. Традиционно считается, что существительное רע‎ стоит здесь в ед. числе. Однако Йицхак Сапир предполагает в своём обсуждении данного феномена, что רע‎ здесь во множественном числе, а в Библии это обычно записывается רעיו‎. Данный вариант не противоречит контексту, и известно, что окончание мн. числа сопряжённой формы с суффиксом ו‎ перешло из *-ayw в -*aww (ассимиляция фонемы y) и в таком виде дошло до масоретов, не превратившись в -о, как можно было бы ожидать. Сапир указывает на то, что в текстах эпохи Первого Храма данный суффикс, как правило, передаётся буквой һэ при существительных в ед. числе и буквой вав — во мн.ч. Однако в Стеле Меша вав нигде не используется для передачи суффиксов 3 лица. В Библии данный суффикс с существительным רע‎ в ед. числе обычно записывается רֵעֵהוּ‎ (Быт.11:3 и др.), но есть также и רֵעוֹ‎ в Иер.6:21. רע‎ во мн. числе принимает, как правило, с суффиксом форму רֵעָיו‎, однако в Иов.42:10 и 1Цар.30:26 встречаем форму רֵעֵהוּ‎. По данной проблеме рекомендуется ещё посмотреть анализ слова ירחו‎ в Календаре из Гезера.
Слово הַחֹצִבִם‎ в стр. 4 происходит из корня חצב‎, который несёт значение «вырубать» (водоём в скале) во Втор.6:11, 2Пар.26:10, а во Втор.8:9 — «добывать (руду)».
Также буквой вав передаётся мн. число глаголов. См. הִכּוּ‎ (Хифиль от корня NKH) и יֵּלִכוּ‎ в строке 4. В последнем случае следует отметить возможное употребление «перевёрнутого имперфекта»: וַיֵּלִכוּ‎.
Со словом הית‎ есть неоднозначность. По контексту здесь должен стоять глагол הָיָה‎ (быть) в перфекте 3л. ед.ч. жен.р.: הַיְתָה‎. Буква һэ в данной надписи на конце слов регулярно передаёт финальный гласный звук. Также должно быть и здесь. Такой вариант орфографии, как в надписи, встречается в Библии лишь один раз в 4Цар.9:37.
Дэвид Стайнберг рассматривает второе слово הנקבה‎ в строке 1 как инфинитив породы Нифаль, поэтому первое слово, существительное «туннель», у него огласовывается הַנַּקַבָה‎, а второе — инфинитив הִנַּקִבָהּ‎ с местоименным суффиксом 3 лица жен. рода ед. числа, то есть «её пробитие», так как «туннель» в иврите — существительное жен. рода.
Слово זדה‎ отсутствует в Библейском древнееврейском языке. Гибсон выводит данное слово из корня ZND (узкое, длинное место или пространство), который более нигде не встречается в иврите, но в сирийском и арабском языке несёт значение «узкий». Однако существует и другое мнение о происхождении этого слова — а именно от слова זדון‎ — Задон, означающего злое намерение, таким образом фраза приобретает следующий смысл: ибо была им помехой скала между правой и левой (группами, ведь тоннель строили сразу две группы камнеломов — с двух сторон скалы, а инструментов для ровной прокладки тоннеля в те времена не существовало. По этому можно заметить, что по краям тоннель идет прямо, а ближе к середине начинает петлять).